# Martin Dupont
Martin Dupont est un groupe de new wave français.

## Biographie
Le groupe naît à Marseille sur les cendres du mouvement punk au début des années 1980. Il est alors composé d'Alain Seghir, de Brigitte Balian et de Catherine Loy. Après le premier album du groupe, Beverley Jane Crew intègre l'équipe et, après quelques mois et un concert à quatre, Catherine Loy quitte le groupe. Martin Dupont disparaît en tant que groupe en 1987. Au cours de sa courte existence, Martin Dupont a assuré les premières parties de concerts de The Lotus Eaters, The Lounge Lizards et Siouxsie and the Banshees.
Inclassable malgré son affiliation à la new wave, Martin Dupont joue une musique essentiellement électronique sur laquelle se greffe une clarinette. On l'a souvent comparé à New Order pour son aspect mystérieux (son nom composé des patronymes les plus répandus en France, le graphisme des pochettes, signé Yves Cheynet). Aujourd'hui, le groupe est considéré comme « culte » par beaucoup.
Par la suite Brigitte Balian a collaboré avec le compositeur Patrick Portella, Beverley Jane Crew est devenue productrice du Contemporary music network à Londres, et Alain Seghir a composé pour la chorégraphe Josette Baïz, puis les stylistes Geneviève Delrieux et Patrick Murru, avant de se consacrer à sa carrière de chirurgien. Ayant mené en parallèle ses études de médecine et sa carrière de musicien, il se spécialise en chirurgie ORL, décision qui aura un impact sur le devenir du groupe. C'est dans cette période qu'il crée avec Dan Armandy la carte Supermax pour le Yamaha DX7 qui sera considérée comme l'invention de l'année par Jean-Michel Jarre dans une interview pour le magazine Keyboards.
La création d'un site web par un fan a réactivé l'intérêt autour du groupe au début des années 2000, même s'il est peu probable que celui-ci se reforme un jour. Cela a débuté par un clip-vidéo de la chanson It's so, réalisé en 2005 par le label américain Minimal Wave, près de 20 ans après la dissolution du groupe. Le clip figure sur la compilation française DVD RVB Transferts, parue en 2006.
Minimal Wave a ensuite sorti en juillet 2008, sous forme de vinyle en édition limitée, la compilation Lost & Late. Celle-ci reprend quelques titres publiés sur la cassette d'inédits 81-83, sortie en 1985, agrémentés du 45 tours Your Passion et de la version de Just Because qui figurait sur l'album du même nom.
La compilation  Des jeunes gens mödernes sous l'égide d'Agnès b. sort en 2008.
Les albums sont réédités en CD en 2009, agrémentés de nombreux inédits ainsi qu'un coffret anthologique de 4 CD sur le label français Infrastition.
En 2011 Madlib sample Just because de Martin Dupont sur For the nasty.
En 2014 Tricky sample à nouveau Just because dans son nouvel album Adrian Thaws, sur le titre something in the way; Martin Dupont n'ayant pas été crédité, le sample a été retiré des versions numériques.
En 2015 Kanye West fait découvrir Martin Dupont à Theophilus London, qui reprend Take a look sur son nouvel album Vibes produit par Kanye West.
En 2017, Martin Dupont est repris par les DJ allemands, Mick Wills (the lights) et Marcel Dettmann (Selectors 003), ainsi que par le DJ américain DJ Rat-Ward (Auxiliary Selector).
Fin 2017, Martin Dupont fait l'objet d'un album hommage avec des groupes internationaux par le label Boredom : Broken memory .
Le groupe DyE (Tigersushi) reprend Inside out sur l'album intitulé Inside out en hommage à Martin Dupont publié en Février 2018.
Le coffret The complete collection 1980-1988 comprenant  5 LP vinyles sort en Décembre 2018  sur le label New-yorkais Minimal Wave, le graphisme est réalisé par Peter Miles.
En novembre 2019 Martin Dupont apparait dans la B.O.F de  Chanson douce, film réalisé par Lucie Borleteau avec Karin Viard, tiré du roman éponyme de Leila Slimani, prix Goncourt 2016.
En 2020 sort le titre inédit Nice boy sur la compilation Des jeunes gens modernes volume 3, sous l'égide de Marc Collin (groupe Nouvelle Vague) et d'Agnès b.
En 2021 la cinéaste allemande Caroline Pitzen utilise love on my side de Martin Dupont dans son film Freizeit oder: das Gegenteil von Nichtstu, sélectionné pour la semaine des critiques de Berlin 2021 et Cinéma du réel, Paris 2021.
L'album Kintsugi est enregistré en 2022 avec la nouvelle formation et co-produit par le label américain Minimal Wave et les labels français Infrastition et Meidosem records. Intégration de Thierry Sintoni et Sandrine Casado (Rise and Fall of a Decade, Girls like you) et Ollivier Leroy (Olli and the Bollywood orchestra, Contréo, Olli and the secret church) dans le groupe.
Début de la tournée européenne janvier 2023.
Sortie de l'album Kintsugi le 7 février 2023.
Tournée américaine mai 2023 : San Francisco, Los Angeles, Las Vegas, Denver, Chicago, Montreal, New-York
Martin Dupont fait la couverture du numéro printemps-été 2024 du magazine culturel PERSONA https://www.personaedition.com
Aout 2024, le titre "Inside out" fait partie de la B.O.F de Cuckoo (film) de Tilman Singer avec Hunter Schafer, Dan Stevens et Jessica Henwick
2025, Martin Dupont utilisé par les maisons de couture CHLOE (fashion week, Paris) et "Enfants Riches Déprimés". 
Dans le cadre de la tournée américaine 2025, programmé dans les festivals SANCTUM Chicago, SUBSTANCE San Francisco et SUBSTANCE Los angeles

## Membres
- Alain Seghir (chant, basse, guitare, synths, programmation, production)
- Brigitte Balian (chant, guitare, basse, synths)
- Catherine Loy (chant, synths)
- Beverley Jane Crew (chant, clarinette, saxophone, synths)
- Thierry Sintoni (guitare, synths, programmation, production)
- Sandy Casado (chant, synths)
- Ollivier Leroy (chant, synths, programmation, production tournée)

## Discographie

### Albums
- Just because (Facteurs d'ambiance - AA 002) 1984 - vinyle; 2011 - CD
- Sleep is a luxury (Lice records - ST 21 / Facteurs d'ambiance) 1985 - vinyle ; 2011 - CD
- Inédits 81-83 (Facteurs d'ambiance) 1985 - cassette
- Hot paradox (Facteurs d'ambiance - AA 32004) 1987 - vinyle ; 2011 - CD
- Lost and late (MinimalWave - MW012) 2008 - vinyle
- Martin Dupont ; Box 4 CD : just because + 4 bonus ; sleep is a luxury + 8 bonus ; hot paradox + 4 bonus ; other souvenirs -  17 inédits (Infrastition - FIN044BOX) 2009 - CD
- Martin Dupont The complete collection 1980-1988 Boxset 5 x LP 180 g : just because, sleep is a luxury, inédits 81-83, hot paradox, accident of stars (MinimalWave - MW068) 2018 - vinyle
- Kintsugi (Minimal wave / Infrastition / Meidosem records) 2023 - vinyle (180g) ; SACD hybrid (couche CD et couche HD stéréo et multicanal) ; cassettes audio

### Singles
- Your passion (Turquoise D - TUR 001) 1982
- The Lights  - Mick Wills Edits (Vielspaß/Prego - V010) 2017

### Compilations
- La muse vénale (exil) 1986 - cassette
- Facteurs d'ambiance : Essai 1988 - vinyle
- A Tribute To Flexi Pop Vol. 4 1998 - vinyle
- Echo Location (Optical sound) 2005 - CD (mp3)
- Transmission 81-89 The French Cold Wave (Infrastition) 2005 - CD
- RVB~Transfert (Optical Sound / Infrastition / Godandbeats - FIN~OS-DVD.001) 2006 - DVD
- 15 (Infrastition) 2006 - CD
- Ruines & vanités (Meidosem records) 2007 - CD
- Des jeunes gens modernes (Naïve-Agnès b.) 2008 - CD
- Wave Klassix vol.2 (Wave records) 2008 - CD
- Return Of Flexi-Pop Vol. 2 - CDR
- Return Of Flexi-Pop Vol. 9 - CDR
- The Minimal Wave Tapes Volume One (Stones Throw records / Minimal Wave records) 2010 - CD et vinyle
- Electric voice II (Electric Voice Records) 2013 - format numérique et vinyle
- From Minimal Wave with love (Minimal Wave records) 2016 - cassette
- Made in France (Unknown Pleasure Records) 2017 - CD
- Selectors 003 - Marcel Dettmann (Dekmantel) 2017 - CD et vinyle
- Broken Memory - a tribute to Martin Dupont (BOREDOMproduct) 2017 - CD, vinyle et cassette
- Des jeunes gens modernes, volume 3 (Kwaidan records) 2020 - vinyle
- A mixed tape by Keith Thomas (Sacred bones records) 2022 - cassette